# Le Theil-Bocage
Le Theil-Bocage est une ancienne commune française, située dans le département du Calvados en région Normandie, devenue le 1er janvier 2016 une commune déléguée au sein de la commune nouvelle de Valdallière.
Elle est peuplée de 194 habitants.

## Géographie
La commune est en Bocage virois. Son bourg est à 5 km au nord-ouest de Vassy, à 15 km à l'est de Vire et à 15 km à l'ouest de Condé-sur-Noireau.
Le territoire est traversé par la route départementale no 56 passant par le bourg et reliant Vassy au sud-est à Estry et au Bény-Bocage au nord-ouest. À la sortie du territoire, à l'entrée de celui de Vassy, elle rejoint la D 26 qui joint Vassy à Aunay-sur-Odon au nord, en longeant l'est de la commune.
Si l'on excepte quelques petites zones en limite est, Le Theil-Bocage est exclusivement dans le bassin de la Vire, par son affluent l'Allière qui délimite le territoire au nord. Deux de ses affluents parcourent le territoire communal : le ruisseau des Prés Carreaux, sur le nord du territoire, et le ruisseau de Vaumousse qui marque la limite avec Pierres à l'ouest, collectant les eaux de la moitié sud.
Le point culminant (233 m) se situe en limite sud, sur une pente qui culmine à 259 m sur la commune de Vassy voisine. Le point le plus bas (155 m) correspond à la sortie de l'Allière du territoire, à l'ouest. La commune est bocagère.
| Estry (comm. nouv. de Valdallière)   | Estry (comm. nouv. de Valdallière)                                       | Lassy                                  |
| Pierres (comm. nouv. de Valdallière) | du Theil-Bocage                                                          | La Rocque (comm. nouv. de Valdallière) |
| Pierres (comm. nouv. de Valdallière) | Pierres (comm. nouv. de Valdallière), Vassy (comm. nouv. de Valdallière) | Vassy (comm. nouv. de Valdallière)     |

## Toponymie
Le nom de la localité est attesté sous la forme Til en 1008. Le toponyme est issu de l'ancien français til, substantif masculin, désignant un « tilleul », lui-même procédant du latin tilia, substantif féminin.
En 1961, Le Theil devient Le Theil-Bocage dans le Bocage virois, un pays traditionnel de la Normandie.
Le nom du hameau de Vicqfleur est possiblement d'origine noroise et devait désigner le ruisseau qui le traverse. Il constituerait à ce titre un des rares noms de lieux aux alentours ayant cette origine.
Le gentilé est Theilleuls.

## Histoire
Le 1er janvier 2016, Le Theil-Bocage intègre avec treize autres communes la commune de Valdallière créée sous le régime juridique des communes nouvelles instauré par la loi no 2010-1563 du 16 décembre 2010 de réforme des collectivités territoriales. Les communes de Bernières-le-Patry, Burcy, Chênedollé, Le Désert, Estry, Montchamp, Pierres, Presles, La Rocque, Rully, Saint-Charles-de-Percy, Le Theil-Bocage, Vassy et Viessoix deviennent des communes déléguées et Vassy est le chef-lieu de la commune nouvelle.

## Politique et administration
| Période                                  | Période       | Identité           | Étiquette | Qualité                |
| ---------------------------------------- | ------------- | ------------------ | --------- | ---------------------- |
| juin 1995                                | mars 2001     | Maurice Lamaudière | SE        | Retraité               |
| mars 2001                                | avril 2014    | Marc Peltier       | SE        | Directeur d'auto-école |
| avril 2014                               | décembre 2015 | Rolande Blin       | SE        | Assistante maternelle  |
| Les données manquantes sont à compléter. |               |                    |           |                        |

Le conseil municipal était composé de onze membres dont le maire et deux adjoints. Ces conseillers intègrent au complet le conseil municipal de Valdallière le 1er janvier 2016 jusqu'en 2020 et Rolande Blin devient maire délégué. Elle est remplacée par Didier Allavena à la suite des élections municipales de 2020.

## Démographie
En 2021, la commune comptait 194 habitants. Depuis 2004, les enquêtes de recensement dans les communes de moins de 10 000 habitants ont lieu tous les cinq ans (en 2006, 2011, 2016, etc. pour Le Theil-Bocage) et les chiffres de population municipale légale des autres années sont des estimations.
Le Theil-Bocage a compté jusqu'à 920 habitants en 1821.
| 1793 | 1800 | 1806 | 1821 | 1831 | 1836 | 1841 | 1846 | 1851 |
| ---- | ---- | ---- | ---- | ---- | ---- | ---- | ---- | ---- |
| 818  | 703  | 885  | 920  | 860  | 888  | 855  | 871  | 840  |

| 1856 | 1861 | 1866 | 1872 | 1876 | 1881 | 1886 | 1891 | 1896 |
| ---- | ---- | ---- | ---- | ---- | ---- | ---- | ---- | ---- |
| 738  | 751  | 738  | 703  | 675  | 614  | 626  | 584  | 532  |

| 1901 | 1906 | 1911 | 1921 | 1926 | 1931 | 1936 | 1946 | 1954 |
| ---- | ---- | ---- | ---- | ---- | ---- | ---- | ---- | ---- |
| 519  | 471  | 466  | 392  | 370  | 355  | 318  | 324  | 304  |

| 1962 | 1968 | 1975 | 1982 | 1990 | 1999 | 2006 | 2011 | 2016 |
| ---- | ---- | ---- | ---- | ---- | ---- | ---- | ---- | ---- |
| 300  | 290  | 250  | 240  | 213  | 239  | 259  | 231  | 244  |

| 2019 | - | - | - | - | - | - | - | - |
| ---- | - | - | - | - | - | - | - | - |
| 196  | - | - | - | - | - | - | - | - |

## Lieux et monuments

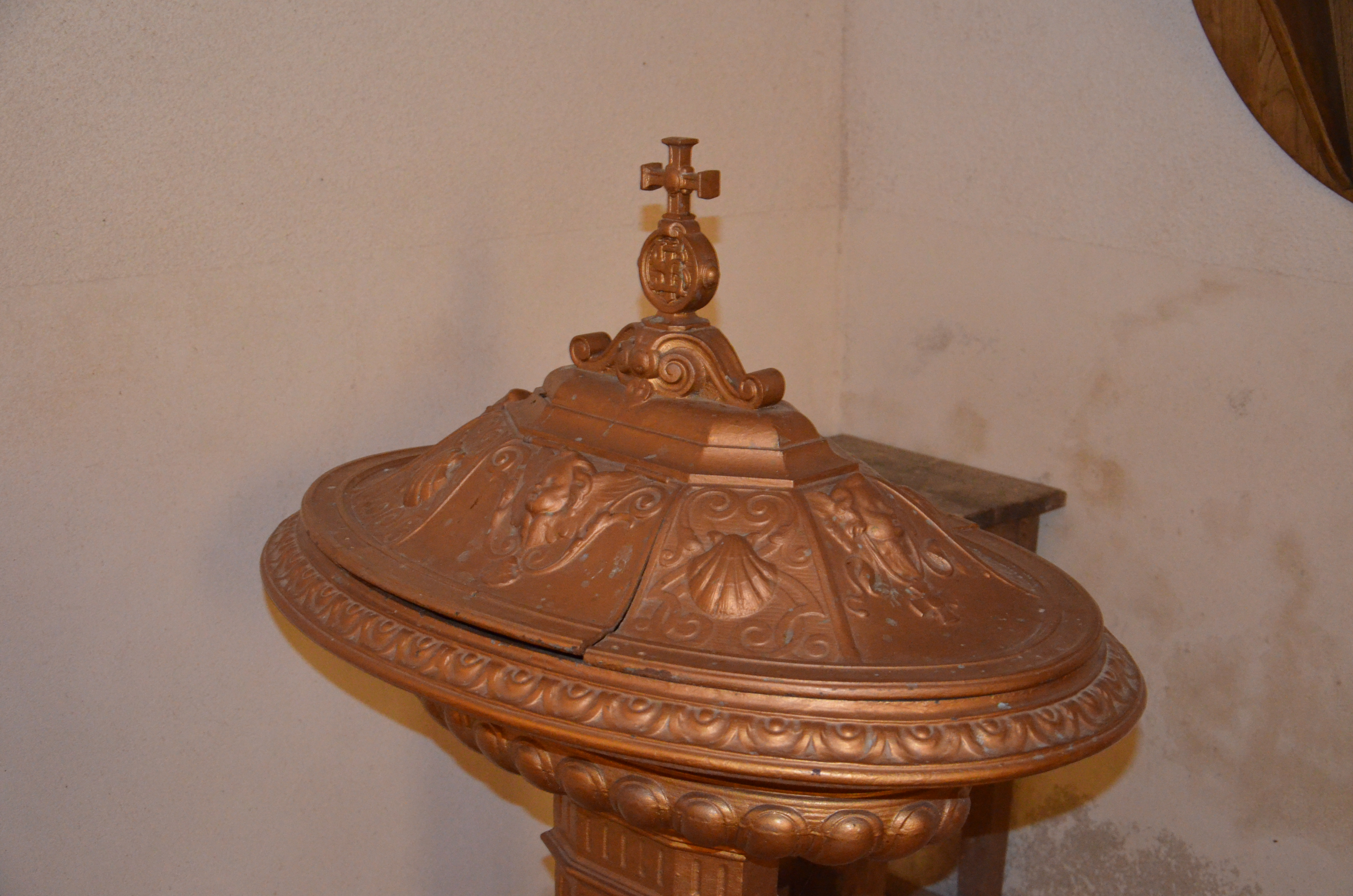
Les fonts baptismaux de l'église Saint-Martin.

- Église Saint-Martin des XVe et XVIIIe siècles, avec fonts baptismaux du XIXe siècle,
- Le château du Theil et son pigeonnier.